# Tétraborane
Le tétraborane, ou arachno-tétraborane(10), est un hydrure de bore de formule chimique B4H10. Sous les conditions normales de température et de pression, il se présente sous la forme d'un gaz à l'odeur fétide. Facilement oxydé, il doit être conservé sous vide. Il brûle spontanément au contact de l'air, de l'oxygène O2 et de l'acide nitrique HNO3. Comme tous les boranes, c'est un composé très toxique.
On peut obtenir du tétraborane en traitant à l'acide du diborure de magnésium MgB2, du diborure d'aluminium AlB2 ou des borures de béryllium BeB2 ou BeB6. Une autre façon de procéder consiste à hydrolyser du MgB2, hydrogéner un halogénure de bore à haute température, ou à pyrolyser du diborane B2H6. L'hydrolyse du diborure de magnésium est l'une des premières réactions connues à donner un bon rendement (14 %) de tétraborane. L'acide phosphorique H3PO4 s'est avéré être l'acide le plus efficace avec le diborure de magnésium, les autres acides étant l'acide chlorhydrique HCl et l'acide sulfurique H2SO4. La réduction d'halogénures de bore en présence d'un hydrure de métal à haute température produit également du tétraborane.